# Elias Bakatukanda
Elias-Geoffrey Bakatukanda (* 13. April 2004 in Köln) ist ein deutscher Fußballspieler.

## Karriere
Bakatukanda begann seine Karriere beim SC Weiler. Zur Saison 2011/12 wechselte er in die Jugend des 1. FC Köln, in der er fortan sämtliche Altersstufen durchlief. In der Saison 2020/21 zählte er zum Kader der B-Junioren, ab der Saison 2021/22 lief der Verteidiger für die A-Junioren der Kölner auf. Im Januar 2023 stand er erstmals im Bundesligakader Kölns, kam in der Saison 2022/23 aber noch zu keinem Profieinsatz. Zur Saison 2023/24 rückte er fest in den Profikader auf, Spielpraxis sammelte er aber ausschließlich für die Reserve in der Regionalliga West. Für Köln II lief er 24 Mal in der vierthöchsten Spielklasse auf, die Profis stiegen am Ende der Saison aus der Bundesliga ab.
Im Anschluss daran gab Bakatukanda im September 2024 gegen den FC Schalke 04 sein Profidebüt in der 2. Bundesliga. Bis zur Winterpause kam er zu drei Zweitligaeinsätzen für den Absteiger. Im Januar 2025 wechselte er leihweise zum österreichischen Bundesligisten FC Blau-Weiß Linz. Während der Leihe kam er zu zwölf Einsätzen in der Bundesliga für die Linzer. Der Leihvertrag wurde anschließend im Juni 2025 um eine weitere Saison verlängert.